# Roberto Fernandes
José Roberto Fernandes Barros (Recife, 5 de maio de 1971) é um treinador de futebol brasileiro. Atualmente comanda o Piauí.

## Carreira

### Início
Como jogador, atuou como meio-campista nas categorias de base do Náutico e do Santa Cruz, tendo jogado pelo América-SP e pela Ferroviária nos profissionais. Já como treinador possui grande experiência, chegando, inclusive, à elite do futebol brasileiro em 2007, quando dirigiu o Náutico. Na oportunidade, foi escolhido o técnico revelação do Brasileirão. Antes, em 2004, ele já tinha sido escolhido o técnico revelação da Série B pelo Anapolina de Goiás.
Em 2008, foi anunciada sua saída do Náutico para assumir o comando do Atlético Paranaense, do período de 20 de maio até 3 de agosto. No dia 7 de agosto do mesmo ano, foi anunciado seu retorno ao Náutico. Em 2009, devido à pressões internas e externas, Roberto teve mais um final no Timbu, desta vez por demissão da própria diretoria.

### Terceira passagem pelo Náutico
Acertou seu retorno ao Náutico em 2010, já nas últimas rodadas da Série B. O técnico comandou o clube durante o Campeonato Pernambucano de 2011, mas foi dispensado pela diretoria alvirrubra em maio, depois de perder a classificação na semifinal para o rival Sport.

### Paysandu
Meses depois acertou com o Paysandu e em agosto iria acertar com o Americana, mas após a direção do clube paulista mudar da ideia de contratá-lo, seguiu no comando do Papão.
Após uma derrota para o Rio Branco, Roberto Fernandes foi demitido do Paysandu no dia 13 de setembro de 2011.

### Americana e América de Natal
Pouco menos de um mês depois, no dia 20 de outubro, foi anunciado como novo treinador do Americana, assinando contrato até o final da Série B 2011. No início de 2012, após não ter tido nenhuma vitória no Paulistão, Roberto foi demitido.
Porém, a partir de então, sua temporada passaria por uma transformação positiva. O treinador recebeu um convite para comandar o América-RN. A equipe rubra vinha de uma eliminação do primeiro turno do campeonato potiguar e trazia uma série de três derrotas seguidas para o arquirrival ABC. Roberto Fernandes substituiu o então treinador Flávio Araújo, e deu uma dose de motivação ao elenco já formado. Consegui ser campeão do segundo turno do campeonato estadual e venceu a final, tornando se o campeão potiguar de 2012. Além disso foi eleito o melhor técnico do Rio Grande do Norte em 2012 e de quebra fez uma boa campanha no Série B, com o time permanecendo por 14 rodadas seguidas no G4 e liderando a competição, mas acabando em 9º lugar.
Após um mal início na Série B de 2013, o técnico foi demitido.

### ABC
Logo depois assumiu o comando do maior rival do seu ex-clube, o ABC.  No alvinegro potiguar, fez história ao livrar o ABC do rebaixamento, quando o clube natalense já era dado como uma dos quatro rebaixados para Série C do ano seguinte. No momento de sua chegada, na décima quarta rodada, o ABC era lanterna da Série B, e tinha apenas uma vitória. Roberto então, indicou, e a direção contratou nada menos do que 17 jogadores, mirando a permanência do clube na segunda divisão. E após 26 rodadas na zona do rebaixamento, sendo 22 na última colocação, e 13 jogos no comando do alvinegro, Roberto enfim conseguiu tirar o ABC do "Z4" com uma marcante vitória na 27ª rodada, contra o então campeão da competição, o Palmeiras, vencendo a equipe paulistana por 3–2, no Frasqueirão. Com isso, o ABC não voltou a figurar entre os quatro últimos colocados da Série B, porém, só garantiu sua permanência na penúltima rodada, após uma vitória por 1–0 contra o Avaí no Frasqueirão.

### Remo
Foi contratado pelo Remo em março de 2014, chegando para o segundo turno do Campeonato Paraense e substituindo Agnaldo de Jesus, que estava como técnico interino desde a saída de Charles Guerreiro. Roberto assumiu o Remo no momento em que o time vinha de um sequência de nove jogos sem vencer, com duas derrotas e sete empates nas três competições disputadas pelo (Campeonato Paraense, Copa do Brasil e Copa Verde).

### Retorno ao América de Natal
Em outubro de 2014, foi anunciada a volta de Roberto Fernandes ao América-RN. O técnico ficou no clube até 2015, conquistando dois Campeonatos Potiguares e duas Copas do Rio Grande do Norte.

### Capivariano
No dia 2 de fevereiro de 2016, após a demissão de Evaristo Piza, Roberto foi anunciado como novo treinador do Capivariano para a sequência do Campeonato Paulista.

### Paraná
Em setembro de 2016 foi anunciado como técnico do Paraná, mas comandou o clube numa curta passagem; ao todo, foram apenas nove jogos, com duas vitórias, um empate e seis derrotas (25% de aproveitamento). Devido ao fraco desempenho, o técnico acabou sendo demitido no dia 16 de novembro.

### Bangu
Após a demissão de Arturzinho, Roberto Fernandes foi anunciado como novo treinador do Bangu para a sequência do Campeonato Carioca de 2017. O treinador deixou o comando do Bangu no dia 29 de junho, após eliminação na Série D. No total, comandou o clube carioca em 12 partidas, conquistando três empates, três vitórias e seis derrotas.

### Confiança
Em 19 de julho de 2017, Roberto Fernandes foi anunciado como novo técnico do Confiança.

### Quarta passagem pelo Náutico
No entanto, deixou o clube do Sergipe no dia 1 de agosto e acertou seu retorno ao Náutico, sendo essa a sua quarta passagem pelo Timbu. Com contrato até o final da Série B, o técnico chegou com a missão de reerguer o futebol do clube pernambucano e o livrar do rebaixamento para a Série C de 2018. Mesmo tendo melhorado seu futebol sob o comando de Roberto Fernandes, o Náutico não conseguiu escapar do rebaixamento para a Série C. No dia 21 de novembro, a diretoria alvirrubra oficializou a renovação contratual do treinador com o clube por mais uma temporada.
Na temporada de 2018, o técnico foi um dos responsáveis pelo bom desempenho da equipe na Copa do Brasil, na Copa do Nordeste e no Campeonato Pernambucano. Neste último, inclusive, Roberto conquistou o título após o Náutico vencer o Central na final.
Após maus resultados na Série C, foi demitido do Náutico no dia 6 de maio, um dia após a derrota por 4–2 para o Confiança, na Arena de Pernambuco. O técnico deixou o clube após uma sequência de quatro jogos sem vitória na competição, com três derrotas e um empate.

### Santa Cruz
Em 23 de maio de 2018, Roberto Fernandes acertou seu retorno ao Santa Cruz.

### CSA
Foi anunciado pelo CSA no dia 8 de agosto de 2022, chegando para comandar a equipe após a saída de Alberto Valentim. Em doze jogos pela equipe alagoana, Fernandes obteve quatro empates, cinco derrotas e apenas três vitórias. Devido aos maus resultados, deixou o clube no dia 14 de outubro, após uma derrota de 1–0 para o Londrina.

## Estilo de jogo
Roberto Fernandes é conhecido por seu estilo de jogo intenso, ofensivo e combativo. Ao longo de sua carreira, especialmente em clubes como Náutico, América de Natal, Santa Cruz e CRB, o treinador construiu uma identidade marcada por verticalidade no ataque, transições rápidas e alta exigência física. Fernandes costuma montar suas equipes em esquemas como o 3-4-3, ou 4-4-2, com laterais que apoiam bastante e meias que atacam o espaço entre as linhas. Em suas próprias palavras, ele prefere “um futebol agressivo, de passe vertical, com objetivo” — sem excesso de toques laterais ou jogo moroso.
Durante as partidas, Fernandes é facilmente reconhecido por sua postura energética à beira do campo. Além de gritar e orientar, gesticula e muitas vezes entra em conflito com a arbitragem ou com os adversários, o que o torna uma figura polêmica no futebol nacional. Essa postura reflete sua filosofia de que “treino é jogo e jogo é guerra” — frase que o treinador já utilizou ao comandar o Atlético Paranaense em 2009.
Apesar do foco ofensivo, Roberto também passou a se preocupar mais com o equilíbrio defensivo. Em 2016, fez um intercâmbio tático na Europa, estudando clubes como Atlético de Madrid e Lazio, buscando uma base mais sólida para suas equipes. O resultado foi uma evolução em sua leitura tática, especialmente em jogos fora de casa ou decisivos, onde passou a adaptar o sistema, utilizando até formações como o 3-5-2 quando necessário.

## Títulos
Primavera
- Campeonato Paulista - Série B2: 2001

Brasiliense
- Campeonato Brasiliense: 2007

América de Natal
- Campeonato Potiguar: 2012 e 2015

Remo
- Campeonato Paraense: 2014

Confiança
- Campeonato Sergipano: 2017

Náutico
- Campeonato Pernambucano: 2018 e 2022

Itabaiana
- Campeonato Sergipano: 2023[32]

### Prêmios individuais
- Melhor técnico do Campeonato Potiguar de 2012[33]